# Craspedolcus lissotomus
Craspedolcus lissotomus är en stekelart som först beskrevs av Per Abraham Roman 1914.  Craspedolcus lissotomus ingår i släktet Craspedolcus och familjen bracksteklar. Inga underarter finns listade i Catalogue of Life.